# دارين جونسون (لاعب دارت)
دارين جونسون (بالإنجليزية: Darren Johnson)‏ هو لاعب دارت بريطاني، ولد في 18 سبتمبر 1966 في إنجلترا في المملكة المتحدة.

## وصلات خارجية
- دارين جونسون على موقع DartsDatabase.co.uk (الإنجليزية)